# Lophoptera buruana
Lophoptera buruana là một loài bướm đêm trong họ Noctuidae.